# Științe aplicate
Științe aplicate sunt științele care au drept scop aplicarea cunoștințelor științifice pentru realizarea de aplicații practice, invenții sau tehnologii.